# Trichosteleum vietnamense
Trichosteleum vietnamense är en bladmossart som beskrevs av Pierre Tixier 1970 [1971. Trichosteleum vietnamense ingår i släktet Trichosteleum och familjen Sematophyllaceae. Inga underarter finns listade i Catalogue of Life.